# Institut des sciences et techniques des Yvelines
Il Institut des sciences et techniques des Yvelines è un'università francese, grande école d'Ingegneria istituita nel 1992, situata a Vélizy-Villacoublay nel campus dell'Università di Versailles Saint Quentin en Yvelines.

## Struttura
- Ingegneria informatica
- Ingegneria meccatronica
- Ingegneria dei sistemi elettronici integrati

## Centri di ricerca
La ricerca alla è organizzata attorno a due poli tematici:
- Parallelismo, reti, sistemi, modellazione
- Ingegneria dei sistemi[2]